# Directive 2003/87/CE établissant un système d'échange de quotas d'émission de gaz à effet de serre
Lire en ligne

directive 2003/87/CE et Texte consolidé en 2009

La directive 2003/87/CE est l'instrument juridique de base ayant mis en place le système d'échange de quotas d'émission de l'Union européenne concernant les gaz à effet de serre. Elle a modifié la prévention et réduction intégrées de la pollution, et a elle-même été modifiée à plusieurs reprises, par les directives 2004/101/CE ; 2008/101/CE ; 2009/29/CE (s'intégrant au « paquet climat-énergie ») ; et le règlement CE no 219/2009.
La directive précise que la mise en œuvre conjointe (MOC) et le mécanisme de développement propre (MDP), prévus par le protocole de Kyōto, ne viennent qu'en appui des dispositions spécifiquement européennes (cons. 19).

## Plan
La directive fait actuellement 59 pages.

### Chapitre I: Dispositions générales
Art. Ier:
« La présente directive établit un système communautaire d'échange de quotas d'émission de gaz à effet de serre dans la Communauté (ci-après dénommé «système communautaire») afin de favoriser la réduction des émissions de gaz à effet de serre dans des conditions économiquement efficaces et performantes. »

### Chapitre III: Installations fixes
Dispositions s'appliquant aux activités visées à l'annexe I autres que l'aviation.

### Annexe I: Catégories d'activités auxquelles s'applique la présente directive
L'annexe I énumère les industries soumises dès la phase expérimentale à ce système d'échange de quotas, dont la :
- cogénération ;
- installations de combustion;
- raffineries de pétrole ;
- fours à coke ;
- sidérurgie ;
- usines de fabrication de ciment, verre, chaux, briques ; céramique, pâte à papier et papier.

### Annexe II: Gaz à effet de serre visés aux articles 3 et 30
- Dioxyde de carbone (CO2)
- Méthane (CH4)
- Protoxyde d'azote (N2O)
- Hydrocarbures fluorés (HFC)
- Hydrocarbures perfluorés (PFC)
- Hexafluorure de soufre (SF6)

### Annexe II bis
Titrée : « Augmentations du pourcentage de quotas à mettre aux enchères par les états  [sic] membres conformément à l’article 10, paragraphe 2, point a), aux fins de la solidarité et de la croissance, afin de réduire les émissions et de s’adapter aux conséquences du changement climatique ».

### Annexe II ter
Titrée: RÉPARTITION DES QUOTAS À METTRE AUX ENCHÈRES PAR LES ÉTATS MEMBRES CONFORMÉMENT À L’ARTICLE 10, PARAGRAPHE 2, POINT C), ET REFLÉTANT LES EFFORTS ANTICIPÉS ACCOMPLIS PAR CERTAINS ÉTATS MEMBRES POUR ATTEINDRE 20 % DE RÉDUCTION DES ÉMISSIONS DE GAZ À EFFET DE SERRE.

### Annexe IV
NB: L'annexe III n'existe pas ou a été supprimée.
Titrée : PRINCIPES EN MATIÈRE DE SURVEILLANCE ET DE DÉCLARATION DES ÉMISSIONS VISÉES À L'ARTICLE 14, PARAGRAPHE 1

### Annexe V
Titrée : CRITÈRES DE VÉRIFICATION VISÉS À L'ARTICLE 15

## Transposition en droit national
La directive a été transposée en droit français par l'ordonnance no 2004-330 du 15 avril 2004, ajoutant les art. 229-5 à 229-19 au Code de l'environnement.

## Jurisprudence
Arcelor a tenté de contester la validité du décret français no 2004‑832 en tant qu'il s'appliquait à la sidérurgie, en soulevant une différence de traitement avec les industries du plastique et de l'aluminium, celles-ci n'étant pour l'instant pas incluses dans le dispositif : Arcelor invoquait donc une entrave à la libre concurrence et au principe d'égalité de traitement. La Cour de justice des Communautés européennes (CJCE) a rejeté cette requête le 16 décembre 2008, en mettant en avant le fait qu'il s'agissait d'un dispositif expérimental : 
« vu l’approche progressive sur laquelle la directive 2003/87 est fondée, lors de la première phase de mise en œuvre du système d’échange de quotas, le traitement différencié du secteur de la chimie par rapport à celui de la sidérurgie peut être considéré comme justifié. »